# Răscoala din Mândrești din 1894

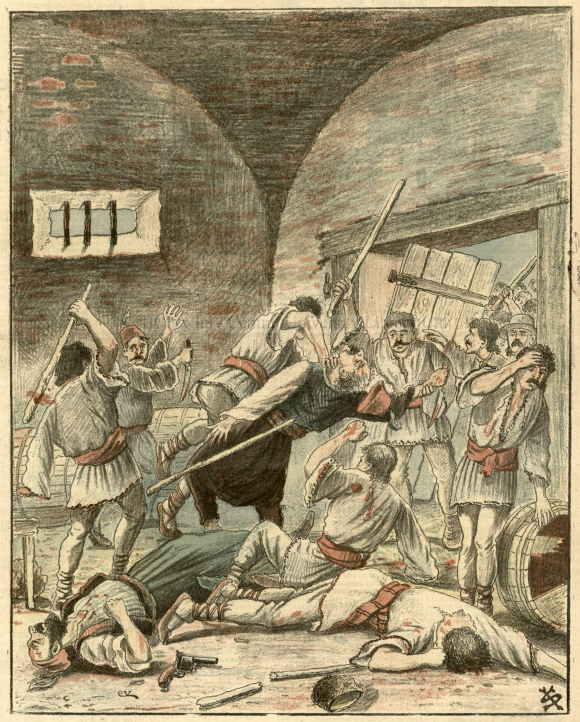
Îngrozitoarea crimă din Mândrești, Universul Literar, Anul XII.—No. 32, Luni, 8 (21) August 1894

Răscoala din Mândrești a fost o revoltă țărănească eșuată, de mică amploare, care a avut loc la sfârșitul secolului al XIX-lea, în august 1894, în localitatea Mândrești, Galați.

## Context
Răscoala a pornit de la un conflict, aparent banal, după ce un argat turc, pe nume Alep, care lucra la moșia latifundiarului Macri, l-a bătut pe un copil care scăpase o vită pe una dintre moșiile avute în grija muncitorul turc. Conflictul a degenerat, copilul plângându-se tatălui său, un anume Ioanichie, care a mers după turc, ca să-i ceară socoteală, turcul scoțând un revolver și împușcându-l pe Ioanichie, ucigându-l, după cum era relatat și în ziarul Universul Literar:
„într'una din zilele trecute s'a săvîrșit în cătunul Mândrești, comuna Puțeni, jud. Tecuci, o crimă oribilă în următoarele împrejurări : Pe proprietatea d-luî Macry se afla un păzitor de țarine, turc, cu numele Alep. Un băiat de sătean, scăpând o vită pe proprietatea aceea și ducendu-sesă o reîntoarcă, servitorul d-luî Macry a bătut pe băiat. Acesta s'a tânguit tatălui sëu că a fost bătut greü. Tatăl înfuriat se duce la turcul Alep și a voit să'l bată. Turcul scoate un revolver și trage în vent, ca să i sperie. Țeranul înaintând, a fost împușcat și a încetat din viață.” 
Vestea a ajuns repede la urechile sătenilor, care mers după turc, ca să se răzbune, fiind conduși chiar de către primarul localității, aceștia ucigânu-l pe turc:
”Ajungênd vestea în sat de cele petrecute, s'aü rësculat țeranii și aü plecat împreună cu primarul la turcul Alep. Acesta de frică s'a ascuns într'un beciü al d-lui Macry. Oamenii intră la el și o luptă înverșunată are loc între ei și turcul Alep, asociat cu alți doui încă. Rezultatul acestui groaznic măcel a fost că : turcul Alep a fost ucis. Cell'alți turci, precum și câțiv a țeranî, răniți, aü fost duși la spitalul din Tecuciu.”

## Desfășurare
După acest conflict, sătenii din Mândrești s-au aliat cu cei din Puțeni și au pornit către Tecuci, cu gândul de a ucide și alți turci, fiind, însă, întâmpinați de detașamentul de cavalerie din oraș, întainte de podul peste râul Bârlad. Sătenii s-au speriat la vederea armatei, risipindu-se pe câmpurile din jur, opt dintre capi fiind capturați și judecați, soarta acestora nefiind cunoscută.

## Efecte
La aflare evenimentelor, consulul turc de la Galați a emis un protest vehement adresat Ministerului Afacerilor Externe, care era condus la acea vreme de Alexandru N. Lahovary, prim-ministru fiind Lascăr Catargiu. Această reacție a stârnit spiritele și a inflamat situația, mai ales că la acel moment se desfășura, în Imperiul Otoman, Rebeliunea de la Sasun din 1894.

## Urmări
Incidentul a fost rezolvat în mod amiabil datorită înțelepciunii de care au dat dovadă regele Carol I și sultanul Abdul-Hamid al II-lea. În semn de pace și înțelegere, sultanul a primit permisiunea de a construi o geamie la Galați, care era o replică a celei din Ismail. Această geamie a servit ca loc de rugăciune pentru comunitatea turcă până în 1984, când a fost demolată.